# 兼高かおる世界の旅
『兼高かおる世界の旅』（かねたかかおる せかいのたび、英題：KAORU KANETAKA in "Hopping Around The World" →KAORU KANETAKA'S "THE WORLD AROUND US"）とは、1959年12月13日から1990年9月30日にかけて30年10カ月の間、TBS系列局で主に毎週日曜日の朝に放送された紀行番組である。2007年5月6日からTBSチャンネルで再放送が始まった。

## 概要

### 形態
ジャーナリストの兼高かおるがディレクター、プロデューサー、レポーター、ナレーター、そして時にはカメラマンすべてを兼ね、全世界・約160カ国を取材した映像を放送していた。
放送開始当初のタイトルは『兼高かおる世界飛び歩き』（ - とびあるき）だったが、1960年6月19日放送分をもって一旦中断し、3カ月後の9月20日放送分から『兼高かおる世界の旅』に改題、放送が再開された。放送回数は『世界飛び歩き』を含めて1586回で、全行程は721万㌔に上り、地球を180周した計算になる。
単に映像を放映するだけではなく、ナレーションとして兼高が、芥川隆行に旅行の状況を語る。ただし『世界飛び歩き』時代は、芥川でなく別のTBSアナウンサーが、紹介する国の概要などをナレーションするなどその都度、間に入り、それとは別に兼高は旅先であったことなどの詳細をナレーションするという形で番組は進行していった。
兼高のナレーション参加は番組開始当初から一貫して行われていた。「世界の旅」に鞍替えしてからも同様の構成で特に変更は無かった。しかし、途中から落合博一と簡単な会話をしつつ番組が進行するという形（いわゆるインタビュー・対談形式）に変化していった。その後（再放送等で確認できる限りにおいて）42回目ごろには担当が芥川に変わり、両者の会話も非常に活発になって兼高自身も生き生きと語るようになり、番組終了までこの形式が続いた。

### 協賛

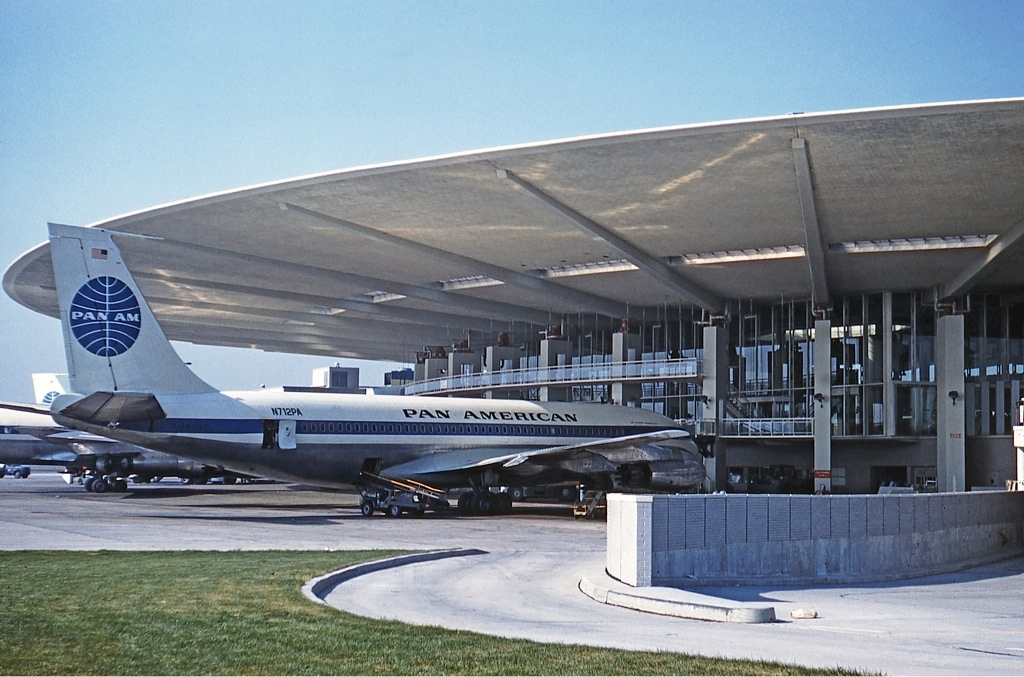
「ワールドポート」に駐機するボーイング707

番組開始から20年以上にわたり、アメリカ合衆国のパンアメリカン航空（パンナム）が協賛していた。オープニングで使用された機材は初期がボーイング707でその後、ボーイング747に変わった。1985年のパンナムの日本市場撤退後、スカンジナビア3カ国のスカンジナビア航空（SAS）に代わっている。オープニングで使用された機材はDC-10である。
オープニングでは世界各国の映像を流しながら当番組の数々の賞歴をエンドロールの形式で流し、最後の方では飛行機の映像に変わっていたが、のちに協賛会社のナレーションが追加された。パンアメリカン航空時代は「番組の制作に当たっては世界で最も経験のある航空会社パンアメリカンの協力を得ました」で、のちに「この番組の制作にあたっては世界の翼、パンナムの協力を得ました」となり、スカンジナビア航空に交代以降は「この番組の制作にあたっては世界100以上の都市と日本を結んでいる北欧の翼、SASの協力でお送りします」、のちに「この番組の制作にあたってはSASスカンジナビア航空の協力を得ました」と紹介されていた。
1970年 - 1971年時点でのオープニングは、カラーとモノクロを織り交ぜた映像になっているが、エンディングは、パンナムビル（現メットライフビル）屋上ヘリポートに着陸中のジョン・F・ケネディ国際空港パンナム専用ターミナル連絡便大型ヘリコプター（解説HP）やパンアメリカン航空旅客機、並びに所属スチュワーデスらを映したものとなっている。

### タイトル
番組の第一期（白黒テレビ番組時代、及びカラー化移行直後時代、1977年まで。カラー放映時での番組タイトル・テロップ色は白色）において、テーマ曲には映画『八十日間世界一周』のテーマが使用された。
最初期の放送作品のタイトル、例えば「バルセロナの情熱」のOPが差し替えられていることは下記の項目にあるとおりである。制作に参加していた「東京テレビ映画株式会社」は、KRテレビ時代の1955年に設立されている。一方で、東京放送・TBSという称号・略称が用いられるようになった時期は、東証に株式を上場した1960年10月である。よって、差し替えられた部分は、1960年10月以降で、かつ、東京テレビ映画株式会社が1967年に「TBS映画社」に改めるまでの間に使われたモノクロのオープニング映像を一部差し替えたものとなる。
オープニングタイトル（「兼高かおる世界の旅」の部分）のフォントは、最初期のころはゴシック体だったが、1971年時点のカラー版では「兼高かおる」が手書き風、「世界の旅」が楷書体に変わっている。
当初の番組タイトルは『兼高かおる世界飛び歩き』、英題：KAORU KANETAKA in "Hopping Around The World"であったが、2010年8月当時再放送された、1970年放送の番組オープニングでは、邦題『兼高かおる世界の旅』であるにもかかわらず、英題は "Hopping..." が継続して使用されていた。

### 特徴
「アジアのパリー（サイゴン、現・ホーチミン市）」「中東のパリー（ベイルート）」「南米のパリー（ブエノスアイレス）」など、美しい街に「○○のパリー（「パリ」ではなく「パリー」と発音）」と付けて紹介することも多かった。

## 番組のカラー放送化の遍歴
番組開始当初はモノクロであったが、1964年1月12日放送の#0194「アラビアの人造り(サウジアラビア)」にて初めてカラー制作が行われ、その後1966年の7月10日〜8月28日放送分(#0311「南へのいざない」〜#0318「秋への序曲」)まで「夏休みカラープレゼント」と題してカラーで制作・放送され、続く9月4日の第15次取材ハイライトもカラー放送、その後同年の10月2日放送の#0322「インディ500マイルレース」、翌年(1967年)1月3日の新春カラープレゼント「太陽とドラム」がカラーで放送され、そして4月2日放送分(#0344「山あいの王都」)からはほぼ全作品がカラーとなり、以前にカラーで取材されていたが放送では白黒だった回もカラーで再放送されるようになった。

## ハイライト
番組では定期的にハイライトを放送した。これは今後放送する海外取材のフィルムを事前に簡単に紹介するものであり、一回分の放送枠を使って紹介するもの（いわゆる「予告編」）であった。以下、下記にある放送リストでは書ききれない各ハイライトの概要を簡単に記す。
- 「第32次取材ハイライト その2」

洋風のセットで丸テーブルの前に座った兼高と芥川が冒頭で登場し、以降、各種ハイライト映像を解説を交えながら紹介した。
- 「11周年ハイライト」

番組オープニング後、芥川が兼高の肩に腕を回した恰好で歩道橋を歩くシーンから始まる。その後、赤坂離宮等を見渡せる場所で、海外滞在中は既製品の服を買う程度しか時間がない、といったこぼれ話がでる。また、その赤坂離宮を見通す場所には首都高速が通り視界を遮っているのだが、その首都高速を題材に、番組制作の経緯が話された。いわく、首都高速が出来上がったのは東京オリンピックがきっかけだったが、この番組も、東京でオリンピックが開催されるのを見越して、また、番組開始当時の日本は欧米、特にアメリカのことを海外と考える、といったような、世界観の固定化や貧困化に対して別の側面を提供するという意味合いもあった、と兼高自身が説明している。
また番組内では、兼高が「和服も美しい」と発言したのに対し、芥川が「そうですね、（兼高かおるが）似合うか似合わないかは別として」と発言したのに対し、「あら、男性も和服が似合いますのよ。（芥川が）似合うか似合わないかは別として」と即座に応酬して見せた。なお、番組内では、兼高自身が芥川の額を示しながら「放送開始時はここまで（と言いながら額を指し示す）だったのが、今はここまで（と、放送当時の生え際を指し示す）変わりました」と、芥川の毛髪量も持ち出して、11年という長い年月を振り返った。
- 「第33次取材ハイライト（アメリカ編）」

冒頭、ニット帽をかぶった芥川が訪れた部屋で、兼高は一人黙々とビューアを見ながらフィルムの編集をしているところから番組が始まる。このアメリカ編では、取材に2万3000フィート(7010.40メートル)の長さになるほどの撮影をしたという。だが、これらの膨大な映像を、わずか7本分、およそ30分未満(CMが含まれるため)の長さに整えなければならず、カットするフィルムが多いため、紹介できないことが大変もったいない、と兼高が話していた。なお、撮影に使われるカメラの種類が不明のため一概に言えないが、16mm映画用フィルム換算で10時間54分に相当する。

## 雑記帳
- 最初期の番組オープニング・エンディングについて
  - 『兼高かおる世界飛び歩き』のころの番組が差し替えられたオープニングで放送される際、最初、パンアメリカン航空の機体全体が映っていたものが、一瞬画面が激しく乱れた後、ズームアップしたパンアメリカン機を背景にして「世界の旅」の字幕が出る。引き続き、「企画　TBS 東京放送」という字幕が出た後、また画面が瞬間的に激しく乱れ、その後は通常の編集通り、視覚的に違和感なく進行する。この激しい乱れの間に流れたフィルム映像は、その前後のと比較しても、お世辞にもきれいとは言えない、やや荒っぽい映像になっている。なお、エンディングでは、エンジン部分の映像が流れたのち、途中からズームアウトした位置での映像に切り替わり、「兼高かおる/世界の旅/終」(「/」は改行)と表示されて終了する。
  - SASスカンジナビア航空に協賛が変わってしばらくの間は、オープニングではシェフが行う機内サービスの様子が映し出されており、オープニングの終わりは飛行機が着陸するシーンで〆られ「協力/SAS/The Businessman's Airline/スカンジナビア航空」(「/」は改行)と表示されていたが、のちに機内の様子は映されなくなりコペンハーゲン空港の様子などが映されたものに、また、オープニングの〆も着陸するシーンから飛行中の機体の左斜め後方から映したものに変更され、「協力/SAS/NON-STOP/TOKYO-COPENHAGEN/スカンジナビア航空」(「/」は改行)の表示に変更された。

- 2011年1月30日 再放送 #0005 紫の國ウルグアイ ※二巡目の再放送 - 1960年1月17日 
  - オープニング途中の「TBS 東京放送」の部分から、テーマ曲を強引にカットしてつぎはぎしたため、通常のオープニングでは流れない部分が流れる珍しいパターンであった。

- 2010年11月21日再放送 #518 ソイビーンズの旅 -アメリカ合衆国・ルイジアナ州ニューオリンズ - 1971年2月7日
  - この放送回では、オープニングとエンディングで、和服姿の兼高かおると芥川が、和食料理屋の座敷で雑談を交わす珍しいパターンだった。特に出だしにおいては、芥川が豆腐を食し、それについての話を切りだす。それに対して兼高かおるは、戦前は満州から大豆を買い付け、現在はアメリカから買い付けているといった話や、栄養素の豊富さ、しょうゆなど各種原料に使われている話をする。これに対して芥川は、放送日が2月7日ということもあり、「ついこの間、例の福は内、鬼は外は、アメリカの豆で行ったわけですか」と語る。冒頭終盤では、「豆腐の角に頭をぶつける」という言葉を発しながら芥川が自らの額を軽くたたくなどして、本編が始まった。なお、この放送において兼高かおるは、「soybean(ソイビーン、大豆)」のことを、「ソイヤービーンズ」と発音していた。

- 1967年6月25日放送「サイパンとグアム」(#354)ではパンアメリカン航空のグアム経由ハワイ行きの新航路（当時）を紹介。記念フライトに参加した司葉子、星由里子やグアムで休日を過ごす越路吹雪といった当時の有名人のオフショットが収められている（越路は翌年グアムを紹介した回にも登場）。この回に限らず、オフを海外で過ごす有名人が登場することもあった。またこの放送で1960年にグアムで発見された「最後の日本兵」が紹介されているが、この放送の約5年後に横井庄一がグアムで発見される。

## 当番組の原盤フィルム
『ファミリー劇場』で2010年 - 2011年初頭に放送された特別番組『月光仮面 〜幻の第一話を求めて〜』において、TBS緑山スタジオのフィルム倉庫の様子が映されていた。ここに至るには経緯があり、捨てられてしまった月光仮面第一話の原盤フィルムの代わりに、プリントが保存されているかもしれないということでTBS本社に赴き、データベース登録された作品に同作品が存在するかを検索してもらった。ところが「データベース上では見当たらないが、フィルム倉庫にはあるかもしれない」ということで、先のように緑山スタジオのフィルム倉庫の映像が映し出されるにいたった。倉庫の管理者は、数年前から原盤フィルムの整理をしてほしいと仕事を任されていると語り、その中で「ザ・ガードマン」とともに「兼高かおる」の名前を挙げて、テレビ創成期の貴重なネガが存在していることを紹介した。番組では、「兼高かおる」というラベルのある棚が映され、「60-1」や「61-10」などと仕切ったうえで、それぞれの中に、さらにネガやポジの違いなどを明記したラベルが付されたフィルム缶が保管されていた。ほとんどのフィルム缶には「200*年*月VTR変換済」との黄色く目立つラベルが新たに付されていた。

## 番組の受賞・推薦歴
1970年の放送では、当時の番組の受賞歴が、毎回オープニングで紹介されていた。しかし、翌1971年最初の放送（第33次ハイライト（アメリカ編））においては、以下のうち1962年から66年の4項目しか紹介されなかったが、翌週には元の6項目に戻った。余談だが、#0360 の「中東の王国 -サウジアラビア-」の放送回は1967年のため、当然のことながら同様に4項目しか受賞歴が掲載されなかった。
- 1962年 - 日本放送作家協会企画賞
- 1963年 - 広告電通教養報道番組部門
- 1963年 - 米国観光省観光局長賞
- 1966年 - 中央児童福祉審議会特別推薦
- 1969年 - 在日外国政府観光協会功労賞
- 1969年 - 第７回ギャラクシー賞
- 1969年 - オーストラリア政府観光局 TVフイルム部門功労賞

以下は受賞年不明
- インド政府観光局功労賞
- フィリピン政府観光局賞
- 英国政府観光庁賞
- ベニス／ゴールデンライオン賞
- ドイツ観光局報道賞

## 番組スポンサーの変遷
- 『世界飛び歩き』時のスポンサーは石川島重工業（石川島播磨重工業→IHI）だったという[6]。
- 数年後には三井物産をはじめとする三井グループが務め、そのときは「三井ワールドアワー（MITSUI WORLD HOUR）」とついていた（1977年4月に『クイズ世界をあなたに』に引き継がれる）。
  - 三井グループ提供時の放映当時はスポンサーのCMが字幕の形で放送されていたが、番組自体は原則的にフィルム制作のため基本的に素材には字幕CMは印字されていない（1967年3月まで）。ただし、兼高と芥川のトークに顔出しパートがある場合（特に1967年4月以降のカラー放送）は一部の回では顔出しパートをビデオ収録していた（顔出しパートをフィルム収録した回もある）関係で番組全体をキネコで記録したものもあり、その該当回では放映当時の字幕CMが素材に残っているが修正されずに放送されている。こうした事情から本放送時にはカラーだったのが、TBSチャンネルでの再放送では白黒という回もある。
  - この当時、オープニング・エンディングにはインフォマーシャル的なコメントがあった。[注釈 8]

（オープニング）「三井ワールド・アワー　兼高かおる世界の旅。この番組は躍進する日本経済の原動力、三井グループの代表11社[注釈 9]の提供でお送りいたします。300年の伝統と信用。最も新しい経営と技術を誇る三井各社は、産業経済の発展に貢献するとともに、貿易を通じて広く世界に活躍しております。番組の制作に当たっては世界で最も経験ある航空会社・パンアメリカンの協力を得ました」
（エンディング）「この番組は躍進する日本経済の担い手、三井グループの代表…（協賛11社読み上げ　中略）以上11社がお送りいたしました。パンアメリカン航空は、世界で最初に大西洋横断空路・中南米空路・太平洋横断空路・また世界一周空路を開設した航空会社です」
- 1977年4月から1987年9月まで三洋電機（および同社グループ）による1社提供番組。
  - 三洋電機グループ提供時代にはヒッチハイク枠で同社の石油ファンヒーターの回収CMをおこなったことがあった。また1986年12月1日に「SANYO」のロゴが一新されたことを受けて、同年12月7日放送分からが歌うオープニングキャッチがリニューアルされCMソングも一新された。1978年以降1986年11月30日放送分までは「♪20歳（はたち）になろうが〜 50になろうが〜」の歌い出しで始まる当時のCMソング「青春1・2・3」がオープニングキャッチとして流された。12月以降は小坂明子が歌う「♪Somebody〜 今ハートがシンクロ〜」の歌い出しで始まる曲に変更された。
- 1987年10月から関西ペイントの1社提供番組だったが、1989年10月から1990年9月までファーストグループなどの複数社提供となった。

## 二ヶ国語放送
TBSが音声多重放送を開始した時から、この番組は二ヶ国語放送となり（初めての二ヶ国語放送は1978年11月26日）、英語によるナレーションが副音声で放送されていた。また「KAORU KANETAKA'S "THE WORLD AROUND US"」の英題が付され、英語吹き替えは提供クレジットに至るまで徹底していた（「This program is presented by Sanyo Electric Group.」）。
ニュースを除けばソースが外国語ではない「英語吹き替え番組」は珍しく、芥川役は若い男性が吹き替えを行った。

## 放送時間
主に日曜日の午前中の時間帯に放送された。
- 『世界飛び歩き』時は日曜日10:30 - 11:00。休止期間をはさんで『世界の旅』となった時（1960年9月20日から1961年1月3日まで）は火曜日22:30 - 23:00。
- 1961年1月9日から9月25日まで…月曜日22:30 - 23:00。
- 1961年10月2日から1962年4月30日まで…月曜日22:50 - 23:20。それまで21時台に放送されていた『JNNニュース』が22:30からの放送に繰り下がったため。
- 1962年5月6日から1977年3月27日まで…日曜日11:00 - 11:30。
- 1977年4月3日より1987年9月27日まで[要出典]…日曜日9:00 - 9:30。関口宏司会の『クイズ世界をあなたに』開始に伴うものである。
- 1987年10月4日から最終回まで…日曜日8:00 - 8:30。同じく関口司会の『関口宏のサンデーモーニング』の放送開始に伴うものである。

## 番組の終焉
番組が開始した1959年当初は日本人の海外旅行が制限されており、海外情報を映像で知る貴重な番組として幅広く親しまれた。しかし、番組末期の1980年代には日本人の海外旅行も一般化した上、他局でも海外情報を取り扱ったテレビ番組が数多く制作されるようになるなど、番組を取り巻く環境は大きく変わっていた。
さらに、1987年10月に『サンデーモーニング』放送開始に伴う放送時間移動が行われると、視聴率が大幅に低迷、これらの状況を踏まえ、番組は一定の役割を果たしたと判断され、1990年9月30日放送分をもって終了。『兼高かおる世界飛び歩き』時代から計30年半の放送にピリオドを打った。放送2日後の10月2日には、聞き手役だった芥川隆行が肺癌で逝去している。また同年11月23日には総集編『兼高かおる世界の旅 さよならスペシャル』が『金曜テレビの星!』で放送された。
淡路島にある淡路ワールドパークONOKOROには、「兼高かおる旅の資料館」が併設されており、番組の資料映像や海外の特産品、当時のロケーションや編集風景を再現した展示が行われていたが、施設の老朽化に伴い2020年2月末で閉鎖された。

## スタッフ
- 制作プロデューサー：荒澤邦夫
- 製作：TBS映画社（現TBSスパークル）→教育文化制作、TBS
  - 番組開始初期は製作が東京テレビ映画株式会社でTBSは企画のクレジット表記だった。

## テーマ音楽
ヴィクター・ヤング「八十日間世界一周」のテーマ曲が初め使われたが、のちに三洋電機グループ提供になった時にこれを大幅にアレンジした久石譲作曲のオリジナルテーマ音楽が使われ、さらに協賛がパンアメリカン航空からスカンジナビア航空に変わった時に一部アレンジが変更されたものに差し替えられた。

## ネット局
※系列はネット終了時点のもの。
| 放送対象地域           | 放送局         | 系列                          | 備考 |
| ---------------------- | -------------- | ----------------------------- | --- |
| 関東広域圏             | TBS            | TBS系列                       | 制作局 現・TBSテレビ |
| 北海道                 | 北海道放送     | TBS系列                       | |
| 青森県                 | 青森テレビ     | TBS系列                       | 1969年12月開局から |
| 岩手県                 | 岩手放送       | TBS系列                       | 現・IBC岩手放送 |
| 宮城県                 | 東北放送       | TBS系列                       | |
| 秋田県                 | 秋田放送       | 日本テレビ系列                | |
| 山形県                 | 山形放送       | 日本テレビ系列 テレビ朝日系列 | 1989年9月まで 1980年3月までは日本テレビ系列単独加盟局                                                                                      |
| 山形県                 | テレビユー山形 | TBS系列                       | 1989年10月開局から |
| 福島県                 | 福島テレビ     | フジテレビ系列                | 1983年9月25日打ち切り 1971年5月までは日本テレビ系列局 1971年6月 - 9月はTBS系列単独加盟局 1971年10月 - 1983年3月はTBS系列とのクロスネット局 |
| 福島県                 | テレビユー福島 | TBS系列                       | 1983年12月4日開局当日から |
| 山梨県                 | テレビ山梨     | TBS系列                       | 1970年4月開局から |
| 新潟県                 | 新潟放送       | TBS系列                       | |
| 長野県                 | 信越放送       | TBS系列                       | |
| 静岡県                 | 静岡放送       | TBS系列                       | |
| 富山県                 | 北日本放送     | 日本テレビ系列                | 1977年10月2日から1990年3月25日まで |
| 石川県                 | 北陸放送       | TBS系列                       | 1977年10月2日から |
| 福井県                 | 福井テレビ     | フジテレビ系列                | |
| 中京広域圏             | 中部日本放送   | TBS系列                       | 現・CBCテレビ |
| 近畿広域圏             | 朝日放送       | TBS系列                       | 現・朝日放送テレビ（テレビ朝日系列） 1975年3月30日まで                                                                                     |
| 近畿広域圏             | 毎日放送       | TBS系列                       | 1975年4月6日から、ネットチェンジに伴う移行                                                                                                 |
| 島根県 ↓ 鳥取県 島根県 | 山陰放送       | TBS系列                       | 1972年9月17日までの放送エリアは島根県のみ 1972年9月24日より鳥取県でも放送                                                                  |
| 岡山県 ↓ 岡山県 香川県 | 山陽放送       | TBS系列                       | 現・RSK山陽放送 1983年3月までの放送エリアは岡山県のみ 1983年4月より相互乗り入れに伴い香川県でも放送                                        |
| 広島県                 | 広島テレビ     | 日本テレビ系列 フジテレビ系列 | 1964年2月9日から1964年5月3日まで 日曜10:30 - 11:00に放送                                                                                   |
| 広島県                 | 中国放送       | TBS系列                       | 1964年5月10日から最終回まで |
| 山口県                 | テレビ山口     | TBS系列                       | 1970年4月開局から 1978年9月まではテレビ朝日系列との、 1987年9月まではフジテレビ系列とのクロスネット局                                      |
| 徳島県                 | 四国放送       | 日本テレビ系列                | 途中打ち切り |
| 愛媛県                 | 南海放送       | 日本テレビ系列                | |
| 高知県                 | テレビ高知     | TBS系列                       | 1970年4月の開局から |
| 福岡県                 | RKB毎日放送    | TBS系列                       | |
| 長崎県                 | 長崎放送       | TBS系列                       | |
| 熊本県                 | 熊本放送       | TBS系列                       | |
| 大分県                 | 大分放送       | TBS系列                       | |
| 宮崎県                 | 宮崎放送       | TBS系列                       | |
| 鹿児島県               | 南日本放送     | TBS系列                       | |
| 沖縄県                 | 琉球放送       | TBS系列                       | |

### ネット局に関する備考
- 1974年までの朝日放送では毎年8月は全国高校野球選手権大会中継のため開催中に日曜日と1回戦 - 準々決勝開催日が重なった場合、当番組は当初は平日23時台に振り替え放送をしていたものの後年は放送休止となった。これは1967年以降最後の年まで、毎年8月は過去の傑作選を放送していたためでもある。
- 1975年からの毎日放送で毎年3月下旬から4月上旬まで選抜高等学校野球大会を中継する際は第1日目のみ休止し、中継終了後に時差放送していた（9時台移行後も同様）。その他の日はベスト16までは本番組 - 『家族そろって歌合戦』終了後、準々決勝（当時は4試合日）は本番組 - 昼のJNNニュース終了後の中継開始。
- 1977年4月から1987年9月までの一部の系列局では、同時間帯を自社製作枠としていた。
  - このうち中部日本放送（現:CBCテレビ）では1週遅れの9:30 - 10:00の放送になったが、1987年10月からは同時ネットに復帰している。
  - 長崎放送では1週遅れの8:00 - 8:30、1989年9月まで11:00 - 11:30、同年10月から最終回まで10:30 - 11:00と最後まで遅れネットだった。
  - 岩手放送（現:IBC岩手放送）では、本番組は1時間先行の7:00から放送されていた[15]。
- 系列外の南海放送でも同時ネットされ、8:00 - 8:30枠へ移行してからも前述の『関口宏のサンデーモーニング』（ただし9:30飛び降り）とワンセットで同時ネットされていた。
- 同じく系列外の秋田放送、山形放送、北日本放送、四国放送でも同時ネットされていた。同局では南海放送とは異なり、後座番組の『サンデーモーニング』ではなく前座番組『日曜放談』とセットで同時ネットされていた。また、秋田放送では放送末期は火曜日10:50からの遅れネット。
- 1990年10月開局のチューリップテレビは、開局前のサービス放送で最終回のみ放送された[16]。
- 広島県では1964年2月から系列外の広島テレビで放送が開始され、5月10日から本来の系列局である中国放送へ移行した。

## TBSチャンネルでの再放送
2007年5月6日から、TBSチャンネルで再放送が開始された。放送時間は2007年12月23日までは毎週日曜11:30 - 12:00（再々放送は、翌週日曜11:00 - 11:30）、2008年1月13日からは毎週日曜8:30 - 9:00（再々放送は、翌週日曜8:00 - 8:30。1987年10月4日から1990年9月の最終回までの地上波初回放送と同じ時間帯である）。1586回の放送の中から529回分を再放送する。再放送にはオリジナルフィルムを最新技術で修復し、デジタルリマスターしたものを使用する。
2011年1月23日放送分からは、第2回放送「バルセロナの情熱」を筆頭に、当面モノクロ・最初期時代の内容が放送される。TBSチャンネルの当番組モノクロ版ページでは、「放送開始初期の頃の作品で、兼高のナレーションのみで番組は進行する。」「モノクロ映像」との但し書きが付された。
2012年10月1日からのTBSチャンネル1(HD放送)、TBSチャンネル2(SD放送)の開設に伴いTBSチャンネル1に移行した。2012年11月4日から更にTBSチャンネル2に移行し、スカパー!(CS放送)以外のケーブルテレビ局やブロードバンド経由での視聴は出来なくなった。2013年4月1日より、スカパー!プレミアムサービスおよびスカパー!プレミアムサービス光、一部ケーブルテレビでの放送が開始される。
TBSオンデマンドでの配信媒体は以下のとおり

### 冒頭の断りテロップ
TBSチャンネルにおける再放送の際、国名や地名の変化、あるいは既に存在していない施設などへの対応のため、冒頭に「断りのテロップ」を編集し挿入している。表示されるテロップには、確認できるだけで5種類ある。

### TBSチャンネル再放送及びParavi登録リスト
- 本放送では「兼高かおる世界飛び歩き」のタイトルで放送されたが、再放送では「兼高かおる世界の旅」にタイトルが差し替えられている。企画の放送局クレジット表示は、初回放送当時の「KRT ラジオ東京テレビ」ではなく「TBS 東京放送」と変更されている。(背景色緑の回。以降の白黒製作回は背景色青の回。)
- 2011年 1月23日放送の「バルセロナの情熱」では、エンディング終了後に「当番組はTBSオンデマンドで配信しています」という宣伝が、新たに付された。その右下には、ごく小さい字で、「＊一部内容が異なる場合があります」と書かれた。
- TBSチャンネル放送分でのカラー製作回は、2008年 7月 6日放送分より段階的にレギュラー化された。(背景色橙の回)
- タイトル及びサブタイトルの太字表記は原文通り。細字表記は注釈または確認中。
- Paraviに2013年 3月 1日現在までに登録されている回にはTBSチャンネル未放送の回が含まれている。
(○配信開始、△近日配信、×未登録)
- ▲または▼ボタンで項目ごとに並べ替え可能。

| TBSチャンネル 放送日 | TOD 配信 | 放送回     | タイトル (再放送時タイトル)                                            | サブタイトル (訪問国・地域・出演者) | 初回放送日     |
| -------------------- | -------- | ---------- | ---------------------------------------------------------------------- | --- | -------------- |
| 2007年 5月 6日       | ○        | #0002      | バルセロナの情熱                                                       | (スペイン)・バルセロナ ラ・モニュメンタル闘牛場 アントニ・ガウディの作品群(現世界遺産) ・サグラダ・ファミリア・グエル公園など サルバドール・ダリと会見                                                                            | 1959年12月27日 |
| 2007年 5月13日       | ○        | #0023      | メナム川は流れる                                                       | (タイ) チャオプラヤー川 | 1960年 5月22日 |
| 2007年 5月20日       | ○        | #0027      | ピラミッドとその周辺                                                   | | 1960年 9月20日 |
| 2007年 5月27日       | ○        | #0034      | パリの休日                                                             | （ゲスト：石井好子） | 1960年11月 8日 |
| 2007年 6月 3日       | ○        | #0046      | 音楽の都ウィーン                                                       | ※1月31日とテロップが出るが1月30日が正しい | 1961年 1月30日 |
| 2007年 6月10日       | ○        | #0094      | アンデスを越えて                                                       | | 1962年 1月15日 |
| 2007年 6月17日       | ○        | #0095      | インカの町クスコ                                                       | | 1962年 1月22日 |
| 2007年 6月24日       | ○        | #0254      | バイレフラメンコ                                                       | | 1965年 5月 9日 |
| 2007年 7月 1日       | ○        | #0048      | 北緯70度の町キルナ                                                     | スウェーデン・キルナ ※2月14日とテロップが出るが2月13日が正しい | 1961年 2月13日 |
| 2007年 7月 8日       | ○        | #0327      | 水のフロリダ                                                           | | 1966年11月 6日 |
| 2007年 7月15日       | ○        | #0333      | 古都チェンマイ                                                         | | 1966年12月18日 |
| 2007年 7月22日       | ○        | #0340      | 大金持ちの都                                                           | | 1967年 2月 5日 |
| 2007年 7月29日       | ○        | #0343      | アフガニスタンのスナップ                                               | | 1967年 3月26日 |
| 2007年 8月12日       | ○        | #0053      | オランダの産業                                                         | | 1961年 3月20日 |
| 2007年 8月19日       | ○        | #0332      | 七年目のバンコック                                                     | | 1966年12月11日 |
| 2007年 8月26日       | ○        | #0338      | 首都の歩み                                                             | | 1967年 1月22日 |
| 2007年 9月 2日       | ○        | #0012      | さいはてのスケッチ                                                     | (ポルトガル) | 1960年 3月 6日 |
| 2007年 9月 9日       | ○        | #0042      | 美しい村マルラー                                                       | (シリヤ) ダマスカス・マアルーラ | 1961年 1月 3日 |
| 2007年 9月16日       | ○        | #0058      | シエクスピアーの生まれた土地                                           | イングランド・ウォリックシャー州・ストラトフォード・アポン・エイヴォン | 1961年 4月24日 |
| 2007年 9月23日       | ○        | #0329      | インディアンの遺跡                                                     | | 1966年11月20日 |
| 2007年 9月30日       | ○        | #0330      | コロラド日記                                                           | | 1966年11月27日 |
| 2007年10月 7日       | ○        | #0319      | イルカとポリネシア                                                     | | 1966年 9月11日 |
| 2007年10月14日       | ○        | #0320      | アメリカの異国                                                         | | 1966年 9月18日 |
| 2007年10月21日       | ○        | #0321      | 国境の町                                                               | | 1966年 9月25日 |
| 2007年10月28日       | ○        | #0323      | アトムとフットボール                                                   | | 1966年10月 9日 |
| 2007年11月 4日       | ○        | #0324      | バークレーキャンパス                                                   | | 1966年10月16日 |
| 2007年11月11日       | ○        | #0325      | サンフランシスコの足                                                   | | 1966年10月23日 |
| 2007年11月18日       | ○        | #0326      | 常夏の公園                                                             | | 1966年10月30日 |
| 2007年11月25日       | ○        | #0328      | セントルイスの散歩                                                     | | 1966年11月13日 |
| 2007年12月 2日       | ○        | #0334      | 賭博と砂漠                                                             | | 1966年12月25日 |
| 2007年12月 9日       | ○        | #0336      | シエラネバダの自然                                                     | | 1967年 1月 8日 |
| 2007年12月16日       | ○        | #0337      | アメリカ300年                                                          | | 1967年 1月15日 |
| 2007年12月23日       | ○        | #0339      | 巣立ち行く若人                                                         | | 1967年 1月29日 |
| 2008年 1月13日       | ○        | #0341      | 明日への挑戦                                                           | | 1967年 2月12日 |
| 2008年 1月20日       | ○        | #0342      | 自動車の都                                                             | | 1967年 2月19日 |
| 2008年 1月27日       | ○        | スペシャル | パイロット版アメリカ                                                   | | 1967年 5月21日 |
| 2008年 2月 3日       | ○        | #0005      | 紫の國ウルグアイ                                                       | (モンテヴィデオ) ウルグアイ ガウチョ、ラプラタ川、独立広場、7月18日通り、アルティガス将軍騎馬像(en)、マテ茶、共和国大学建築学科、岸総理訪問地・高田温室、モンテビデオの丘                                                         | 1960年 1月17日 |
| 2008年 2月10日       | ○        | #0007      | 黒い星のもとに                                                         | (ガーナ) 首都アクラ港、エンクルマ首相肖像、ガーナ国立大学、テマ港、マミー・マーケット、ダイアモンド・マーケット、元ミスガーナ・エリザベス・ヘイフォード宅訪問、ガーナ国立コルレ・ブ病院野口英世記念碑、日本大使館、青年団キャンプ | 1960年 1月31日 |
| 2008年 2月17日       | ○        | #0331      | 七周年記念特番                                                         | | 1966年12月 4日 |
| 2008年 2月24日       | ○        | #0362      | スコットランドの想い出                                                 | | 1967年 8月20日 |
| 2008年 3月 2日       | ○        | #0067      | シンガポール1961年                                                     | シンガポール・ラッフルズ・ホテル、ブキテマ高地 | 1961年 7月 3日 |
| 2008年 3月 9日       | ○        | #0079      | インドネシア点描                                                       | インドネシア・バリ島・ジャカルタ首都特別州 | 1961年 9月25日 |
| 2008年 3月16日       | ○        | #0080      | 宗教と芸術の島バリ-                                                    | インドネシア・バリ島 | 1961年10月 2日 |
| 2008年 3月23日       | ○        | #0081      | ジャングルから生まれた町                                               | | 1961年10月 9日 |
| 2008年 4月 6日       | ○        | #0082      | 華僑の町 マラッカと山村の夫人                                          | | 1961年10月16日 |
| 2008年 4月13日       | ○        | #0083      | カメン高原とサカイ族                                                   | | 1961年10月23日 |
| 2008年 4月20日       | ○        | #0084      | 廃墟と現代                                                             | | 1961年10月30日 |
| 2008年 4月27日       | ○        | #0250      | 冬はスイスで                                                           | | 1965年 3月28日 |
| 2008年 5月11日       | ○        | #0063      | 羊毛の国                                                               | | 1961年 6月 5日 |
| 2008年 5月18日       | ○        | #0064      | シドニー                                                               | | 1961年 6月12日 |
| 2008年 5月25日       | ○        | #0069      | マオリ族の生態                                                         | | 1961年 7月17日 |
| 2008年 6月 1日       | ○        | #0072      | フィージー町と村                                                       | | 1961年 8月 7日 |
| 2008年 6月 8日       | ○        | #0073      | フィージーの学校                                                       | | 1961年 8月14日 |
| 2008年 6月15日       | ○        | #0074      | 南海の日本男児                                                         | | 1961年 8月21日 |
| 2008年 6月22日       | ○        | #0077      | スタンレー山脈を越えて                                                 | | 1961年 9月11日 |
| 2008年 6月29日       | ○        | #0357      | ナッソーの魅力                                                         | | 1967年 7月16日 |
| 2008年 7月 6日       | ○        | #0311      | 南へのいざない                                                         | | 1966年 7月10日 |
| 2008年 7月13日       | ○        | #0312      | 楽園は招く                                                             | | 1966年 7月17日 |
| 2008年 7月20日       | ○        | #0313      | 潮とそよかぜ                                                           | | 1966年 7月24日 |
| 2008年 7月27日       | ○        | #0316      | 緑の宝石                                                               | | 1966年 8月14日 |
| 2008年 8月10日       | ○        | #0318      | 秋への序曲                                                             | | 1966年 8月28日 |
| 2008年 8月17日       | ○        | #0322      | インディ500マイル・レース                                              | | 1966年10月 2日 |
| 2008年 8月24日       | ○        | #0355      | ローマは滅びない                                                       | | 1967年 7月 2日 |
| 2008年 8月31日       | ○        | #0356      | ビバ・バレンシア                                                       | | 1967年 7月 9日 |
| 2008年 9月 7日       | ○        | #0525      | 南極第一歩 南極編（1）                                                 | | 1971年 4月 4日 |
| 2008年 9月14日       | ○        | #0526      | 白い大陸に生きる 南極編（2）                                           | | 1971年 4月11日 |
| 2008年 9月21日       | ○        | #0527      | 未知の大陸に挑む 南極編（3）                                           | ※TBSオンデマンドでは「未知の大陸に生きる」と表記されているTOD | 1971年 4月18日 |
| 2008年10月12日       | ○        | #0194      | アラビアの人造り                                                       | | 1964年 1月12日 |
| 2008年10月19日       | ○        | #0344      | 山あいの王都                                                           | | 1967年 4月 2日 |
| 2008年10月26日       | ○        | #0345      | 神秘の高原                                                             | | 1967年 4月 9日 |
| 2008年11月 2日       | ○        | #0346      | 祭りと結婚                                                             | | 1967年 4月16日 |
| 2008年11月 9日       | ○        | #0347      | ピンクシティ                                                           | | 1967年 4月30日 |
| 2008年11月16日       | ○        | #0348      | 芸能の都                                                               | | 1967年 5月 7日 |
| 2008年11月23日       | ○        | #0349      | 石のふるさと                                                           | | 1967年 5月14日 |
| 2008年11月30日       | ○        | #0350      | 水郷コチン                                                             | | 1967年 5月21日 |
| 2008年12月 7日       | ○        | #0351      | ムガール朝の遺産                                                       | | 1967年 5月28日 |
| 2008年12月14日       | ○        | #0377      | クリスマス特集                                                         | | 1967年12月     |
| 2008年12月21日       | ○        | #0420      | 9周年特プロ 私のコレクション                                           | スタジオ出演：兼高かおる・芥川隆行 スペイン オランダ トルコ アメリカ (アラスカ州・カリフォルニア州) | 1968年12月15日 |
| 2009年 1月11日       | ○        | #0354      | サイパンとグアム                                                       | -サイパン.グアム- | 1967年 6月25日 |
| 2009年 1月18日       | ○        | #0363      | 宝石と紅茶                                                             | -セイロン- (現スリランカ) | 1967年 8月27日 |
| 2009年 1月25日       | ○        | #0364      | 小さな独立国                                                           | -サンマリノ- | 1967年 9月 3日 |
| 2009年 2月 1日       | ○        | #0366      | 太陽の島カタリナ                                                       | -カタリナ島- (アメリカ・カリフォルニア州) | 1967年 9月24日 |
| 2009年 2月 8日       | ○        | #0368      | イエローストーン国立公園                                               | -ワイオミング- (アメリカ) | 1967年10月 8日 |
| 2009年 2月15日       | ○        | #0369      | 金鉱と観光の町                                                         | -セントラルシティー- (アメリカ・コロラド州) | 1967年10月15日 |
| 2009年 2月22日       | ○        | #0370      | 二つのダービー                                                         | シアトル1 (アメリカ・ワシントン州) | 1967年10月22日 |
| 2009年 3月 1日       | ○        | #0374      | 麗しのオレゴン                                                         | アメリカ・オレゴン州 | 1967年11月18日 |
| 2009年 3月 8日       | ○        | #0378      | モンタナの牧場                                                         | モンタナ (アメリカ) | 1968年 1月 7日 |
| 2009年 3月15日       | ○        | #0379      | 栄光の谷                                                               | ソルトレークシティー (アメリカ・ユタ州) | 1968年 1月14日 |
| 2009年 3月22日       | ○        | #0380      | 大自然を行く                                                           | -アメリカ- 1044 (アメリカ・ユタ州) | 1968年 1月21日 |
| 2009年 4月 4日       | ○        | #0381      | シドニーはいま夏                                                       | シドニー (オーストラリア) | 1968年 2月11日 |
| 2009年 4月11日       | ○        | #0383      | 白銀のアルプス                                                         | イタリア フランス | 1968年 2月25日 |
| 2009年 4月18日       | ○        | #0386      | 雪のバーモント                                                         | アメリカ・バーモント州 | 1968年 3月17日 |
| 2009年 4月26日       | ○        | #0387      | 南海の王国                                                             | トンガ | 1968年 3月24日 |
| 2009年 5月10日       | ○        | #0389      | インド象 (「インドの象」)                                              | 動物シリーズ(インド) | 1968年 4月14日 |
| 2009年 5月17日       | ○        | #0396      | シンガポール'68                                                        | シンガポール | 1968年 6月23日 |
| 2009年 5月24日       | ○        | #0397      | 戦争と平和の島                                                         | -ソロモン- | 1968年 6月23日 |
| 2009年 5月31日       | ○        | #0399      | こんにちはラバウル                                                     | オーストラリア国連信託統治領 ニューギニア・ニューブリテン島 | 1968年 7月 7日 |
| 2009年 6月 7日       | ○        | #0403      | 夏を楽しく 夜明けの島                                                  | グアム島 | 1968年 8月 4日 |
| 2009年 6月14日       | ○        | #0404      | 夏を楽しく 人魚の島                                                    | カプリ島(イタリア) | 1968年 8月11日 |
| 2009年 6月21日       | ○        | #0405      | 夏を楽しく ガンディの祭り                                              | セイロン (現スリランカ) ※TBSチャンネルのタイトルは「カンディの祭り」と修正された。 | 1968年 8月18日 |
| 2009年 6月28日       | ○        | #0409      | 北欧に夏の来る日 (「スウェーデンに夏の来る日」)                        | -スウェーデン- 832PEC200 | 1968年 9月22日 |
| 2009年 7月 4日       | ○        | #0410      | 白夜の祭り                                                             | ノルウェーリレハンメル | 1968年 9月29日 |
| 2009年 7月11日       | ○        | #0412      | パリでサファリを                                                       | フランス | 1968年10月13日 |
| 2009年 7月19日       | ○        | #0413      | セントバーナード物語                                                   | スイス | 1968年10月20日 |
| 2009年 7月26日       | ○        | #0414      | イギリスの殿様たち                                                     | イギリス・ロンドン | 1968年10月27日 |
| 2009年 8月 2日       | ○        | #0415      | おしゃれ今昔                                                           | ロンドン | 1968年11月 3日 |
| 2009年 8月 9日       | ○        | #0416      | オスマンの都                                                           | トルコ | 1968年11月10日 |
| 2009年 8月16日       | ○        | #0417      | 南太平洋の味                                                           | トンガ・フィジー | 1968年11月17日 |
| 2009年 8月23日       | ○        | #0418      | ヨーロッパの味                                                         | スタジオ出演：兼高かおる・芥川隆行 スペイン・バレンシア イタリア・ナポリ スイス・グリメンツ | 1968年11月24日 |
| 2009年 8月30日       | ○        | #0419      | モスクワの一日                                                         | ソビエト連邦 | 1968年12月 8日 |
| 2009年 9月 6日       | ○        | #0421      | キエフ⇔オデッサ                                                        | ソビエト連邦・ウクライナ | 1968年12月22日 |
| 2009年 9月13日       | ○        | #0423      | ソビエト女性大鑑                                                       | ソビエト連邦 | 1969年 1月 5日 |
| 2009年 9月27日       | ○        | #0425      | ナポリを見て死ね                                                       | イタリア | 1969年 1月19日 |
| 2009年10月 4日       | ○        | #0426      | イランの遺産                                                           | イラン | 1969年 1月26日 |
| 2009年10月11日       | ○        | #0432      | アフリカでスキーを                                                     | モロッコ | 1969年 3月16日 |
| 2009年10月18日       | ○        | #0433      | アトラスを越えて                                                       | モロッコ | 1969年 3月23日 |
| 2009年10月25日       | ○        | #0434      | 山の町・水の村                                                         | ダオメー (現ベナン) | 1969年 3月30日 |
| 2009年11月 1日       | ○        | #0437      | マレーシアの出口                                                       | マレーシア・ペナン島 | 1969年 4月20日 |
| 2009年11月 8日       | ○        | #0439      | 神々の島バリ                                                           | インドネシア・バリ島 | 1969年 5月11日 |
| 2009年11月15日       | ○        | #0440      | チリウオンの流れ                                                       | インドネシア・ジャワ島 | 1969年 5月18日 |
| 2009年11月22日       | ○        | #0441      | 新大陸の西部                                                           | 西オーストラリア州 | 1969年 5月25日 |
| 2009年11月29日       | ○        | #0443      | ビクトリアの誇り                                                       | オーストラリア・ビクトリア州 | 1969年 6月 8日 |
| 2009年12月 6日       | ○        | #0444      | 珊瑚礁は語る                                                           | オーストラリア・グレートバリアリーフ | 1969年 6月15日 |
| 2009年12月13日       | ○        | #0446      | 白い馬 青い空 フラメンコ (「白い馬、青い空、フラメンコ」)              | フランス・サンタマリーデラメール | 1969年 7月 6日 |
| 2009年12月20日       | ○        | #0447      | アイルランドの印象                                                     | アイルランド | 1969年 7月13日 |
| 2009年12月27日       | ○        | #0457      | 噴水の都ローマ                                                         | イタリア | 1969年 9月28日 |
| 2010年 1月10日       | ○        | #0458      | オーストリアの保養地                                                   | オーストリア・バドガスタイン | 1969年10月 5日 |
| 2010年 1月17日       | ○        | #0459      | フランスの田舎                                                         | フランス・ブルターニュ | 1969年10月12日 |
| 2010年 1月24日       | ○        | #0461      | 中近東の味                                                             | レバノン・ベイルート トルコ・イスタンブール | 1969年10月26日 |
| 2010年 1月31日       | ○        | #0463      | ハイデルベルグの青春                                                   | 西ドイツ・ハイデルベルク | 1969年11月16日 |
| 2010年 2月 7日       | ○        | #0464      | ぶどうの実る頃                                                         | フランス・ディジョン/ボーヌ | 1969年11月23日 |
| 2010年 2月14日       | ○        | #0465      | ボルドーの秋                                                           | フランス・ボルドー | 1969年11月30日 |
| 2010年 2月21日       | ○        | #0467      | 英仏海峡の小島                                                         | イギリス・チャネル諸島 | 1969年12月14日 |
| 2010年 2月28日       | ○        | #0471      | 香港もう一つの顔                                                       | 香港 | 1970年 1月11日 |
| 2010年 3月 7日       | ○        | #0472      | 北ボルネオの熱と光                                                     | マレーシア・コタキナバル | 1970年 1月18日 |
| 2010年 3月14日       | ○        | #0473      | 古きタイの面影                                                         | タイ・バンコク | 1970年 1月25日 |
| 2010年 3月21日       | ○        | #0474      | バンコク郊外                                                           | タイ | 1970年 2月 1日 |
| 2010年 4月 4日       | ○        | #0479      | パラオ今昔                                                             | パラオ | 1970年 3月15日 |
| 2010年 4月11日       | ○        | #0480      | 伝統の島アピア                                                         | -西サモア- | 1970年 3月22日 |
| 2010年 4月18日       | ○        | #0481      | サモア風アメリカ                                                       | -パゴパゴ- (アメリカ領サモア) ※TBSオンデマンドでは「西サモア(現・サモア)」と誤表記されているTOD | 1970年 3月29日 |
| 2010年 4月25日       | ○        | #0482      | 人と生活                                                               | -トラック- (アメリカ国連信託統治領) | 1970年 4月12日 |
| 2010年 5月 9日       | ○        | #0483      | ポナペにジェットがやってきた。                                         | ポナペ島 (アメリカ国連信託統治領) | 1970年 4月19日 |
| 2010年 5月16日       | ○        | #0484      | 金持ち観光島                                                           | マウイ島 | 1970年 4月26日 |
| 2010年 5月23日       | ○        | #0490      | マブハイ!フィリピン                                                    | フィリピン | 1970年 6月14日 |
| 2010年 5月30日       | ○        | #0491      | フィリピン今昔                                                         | フィリピン | 1970年 6月21日 |
| 2010年 6月 6日       | ○        | #0492      | 万国博の一日                                                           | 大阪 日本万国博覧会でのロケーション。兼高・芥川が会場のパビリオンを駆け足で訪問するという内容 | 1970年 6月28日 |
| 2010年 6月13日       | ○        | #0493      | フィリピンは招く                                                       | マニラ バギオ | 1970年 7月 5日 |
| 2010年 6月20日       | ○        | #0494      | サンボアンガの海                                                       | ミンダナオ島 | 1970年 7月12日 |
| 2010年 6月27日       | ○        | #0495      | 古都ジョグジャカルタ                                                   | インドネシア・ジョグジャカルタ | 1970年 7月19日 |
| 2010年 7月 4日       | ○        | #0496      | 儀式の島 マカッサル                                                    | インドネシア・セレベス島マカッサル | 1970年 7月26日 |
| 2010年 7月11日       | ○        | #?         | 第32次取材ハイライト その1                                             | スタジオ出演：兼高かおる・芥川隆行 世界各地 | 1970年 9月30日 |
| 2010年 7月18日       | ○        | #0503      | 湖と芸術の祭 -イタリア-                                                | イタリア | 1970年 9月20日 |
| 2010年 7月25日       | ○        | #0504      | チューリッヒの旅愁 -スイス-                                            | スイス・チューリッヒ州 | 1970年 9月27日 |
| 2010年 8月 1日       | ○        | #0505      | ワンダフル!コペンハーゲン                                              | デンマーク・コペンハーゲン | 1970年10月 4日 |
| 2010年 8月 8日       | ○        | #0506      | トラッフルで舌つずみ．-イタリア- (「トラッフルで舌つづみ -イタリア-」) | イタリア・ノルチエ(地図表記)／ノルチア(兼高ナレーション) ※再放送時タイトルは綴りが修正された。 | 1970年10月11日 |
| 2010年 8月15日       | ○        | #0507      | 港町アントワープ -ベルギー-                                            | ベルギー・アントワープ | 1970年10月18日 |
| 2010年 8月22日       | ○        | #?         | 第32次取材ハイライト その2                                             | スタジオ出演：兼高かおる・芥川隆行 世界各地 | 1970年10月25日 |
| 2010年 8月29日       | ○        | #0508      | ラッパの音は永遠に -ベルギー-                                          | ベルギー・ワーテルロー、イーペル | 1970年11月 1日 |
| 2010年 9月 5日       | ○        | #0509      | 戦の跡 平和の香り -ベルギー-                                           | ベルギー・バストーニュ | 1970年11月 8日 |
| 2010年 9月12日       | ○        | #0510      | 緑の国 ウェールズ -イギリス-                                           | イギリス・ウェールズ | 1970年11月15日 |
| 2010年 9月19日       | ○        | #0511      | 走れ！！マンクス -イギリス-                                            | イギリス・マン島（マン島TTレース） | 1970年11月22日 |
| 2010年 9月26日       | ○        | #0512      | ジャージィーは花ざかり -イギリス-                                      | イギリス・チャネル諸島ジャージー島 | 1970年11月29日 |
| 2010年10月 3日       | ○        | #?         | 11周年ハイライト                                                       | 赤坂ロケ出演：兼高かおる・芥川隆行 世界各地、番組制作の経緯、 滞在期間中の余裕時間などのこぼれ話 | 1970年12月 6日 |
| 2010年10月10日       | ○        | #0513      | インドの玄関ボンベイ                                                   | インド・ボンベイ | 1970年12月13日 |
| 2010年10月17日       | ○        | #0514      | スージ・リーの生活                                                     | 中華人民共和国（放映当時はイギリス治世下）・香港 | 1970年12月20日 |
| 2010年10月24日       | ○        | #?         | 第33次取材ハイライト（アメリカ編）                                     | 編集室出演：兼高かおる・芥川隆行 アメリカ各地、映像編集機器の紹介、 滞在期間中の余裕時間などのこぼれ話 ※TBSチャンネルでの放送時に「1970年 1月10日に放送されたものです。」と誤表記があり、翌週の再々放送でも訂正されなかった。     | 1971年 1月10日 |
| 2010年10月31日       | ○        | #0515      | アメリカのサファリ                                                     | -アメリカ合衆国・フロリダ- | 1971年 1月17日 |
| 2010年11月 7日       | ○        | #0516      | ギャリオンとアポロ                                                     | -アメリカ合衆国・フロリダ- | 1971年 1月24日 |
| 2010年11月14日       | ○        | #0517      | ピエロ誕生                                                             | -アメリカ合衆国・フロリダ- | 1971年 1月31日 |
| 2010年11月21日       | ○        | #0518      | ソイビーンズの旅                                                       | -アメリカ合衆国・ルイジアナ州ニューオリンズ- | 1971年 2月 7日 |
| 2010年11月28日       | ○        | #0521      | 週末はグァムで                                                         | -アメリカ合衆国・マリアナ諸島グァム島- | 1971年 2月28日 |
| 2010年12月 5日       | ○        | #0522      | 乗り物は生きている                                                     | -アメリカ合衆国・ミシシッピ州- | 1971年 3月 7日 |
| 2010年12月12日       | ○        | #0524      | アメリカ人多種多様                                                     | -モンタナ- | 1971年 3月21日 |
| 2010年12月19日       | ○        | #0528      | 計画首都キャンベラ                                                     | -オーストラリア- | 1971年 4月25日 |
| 2011年 1月 9日       | ○        | #0529      | 氷河の夏                                                               | -ニュージーランド- エドモンド・ヒラリーと会見 | 1971年 5月 2日 |
| 2011年 1月16日       | ○        | #0360      | 中東の王国                                                             | -サウジアラビア- ファイサル国王と会見 ※TBSチャンネルでサブタイトルが「（サウジアラビア）」と修正された。 | 1967年 8月 6日 |
| 2011年 1月23日       | ○        | #0002      | バルセロナの情熱                                                       | (スペイン) ※二巡目の再放送開始 | 1959年12月27日 |
| 2011年 8月21日       | ○        | #?         | 第11次取材旅行ハイライト                                               | アフリカ・ガボン、モーリタニア、マリ、ニジェール、オートボルタ(現・ブルキナファソ) | 1964年10月25日 |
| 2011年 9月 4日       | ○        | #?         | 第12次取材旅行ハイライト                                               | スイス・マッターホルン、モナコ、スペイン・ヘレス、マヨルカ島、ギリシャ・クレタ島 | 1965年 3月21日 |
|                      | ○        | #?         | 第13次取材旅行ハイライト                                               | トルコ・イスタンブール、オーストリア・ザルツブルク、フランス・マルセイユ、ボルドー、スペイン・サンセバスティアン、イタリア・マルタ島、ドイツ・ハンブルグ                                                                          | 1965年10月17日 |
|                      | ○        | #?         | 第14次取材旅行ハイライト                                               | リビア、チャド、カメルーン、中央アフリカ、ラオス、ベトナム、ボルネオ(現・ブルネイ) | 1966年 3月20日 |
| 2011年11月13日       | ○        | #?         | 第15次取材旅行ハイライト                                               | ハワイ、サンディエゴ、ニューメキシコ、インディアナポリス、フロリダ | 1966年 9月 4日 |
| 2012年 5月27日       | ○        | #?         | 第16次取材旅行ハイライト                                               | カブール、バーミヤン、デリー、カシミール、ジャイプール、カンディ | 1967年 3月19日 |
| 2012年 8月19日       | ○        | #?         | 第17次取材ハイライト                                                   | バレンシア、ローマ、グアム、サイパン | 1967年 6月11日 |
| 2012年10月28日       | ○        | #?         | 第18次取材ハイライト U.S.A                                             | アラスカ、シアトル、ポートランド、サンフランシスコ、ロサンジェルス、ソルトレイクシティ | 1967年 9月10日 |
| 2012年12月30日       | ○        | #?         | 第19次ハイライト 取材旅行を終えて                                      | シドニー、トンガ、イタリア・アオスタ、グルノーブル、マッターホルン | 1968年 2月 4日 |
| 2013年 2月10日       | ○        | #?         | 第20次取材ハイライト                                                   | ニューヨーク、ハワイ、インド | 1968年 4月 7日 |
| 2013年 2月24日       | ○        | #?         | 第21次取材旅行ハイライト                                               | ニューブリテン島・ラバウル、ソロモン諸島、シドニー、バンコク、シンガポール | 1968年 5月26日 |
| 2013年 4月14日       | ○        | #?         | 第22次取材旅行ハイライト                                               | イスタンブール、オスロ、ロンドン、スイス・セントバーナード、サルディニア島 | 1968年 9月15日 |
|                      | ○        | #?         | 第23次取材旅行ハイライト                                               | | 1968年12月 1日 |
|                      | ○        | #?         | 第24次取材旅行ハイライト                                               | | 1969年 3月 9日 |
|                      | ○        | #?         | 第25次取材旅行ハイライト                                               | | 1969年 5月 4日 |
|                      | ○        | #?         | 第26次取材旅行ハイライト                                               | |                |
|                      | ○        | #?         | 第27次取材旅行ハイライト                                               | | 1969年 9月21日 |
|                      | ○        | #?         | 第28次取材旅行ハイライト                                               | |                |
|                      | ○        | #?         | 第29次取材旅行ハイライト                                               | |                |
|                      | ○        | #?         | 第30次取材旅行ハイライト                                               | | 1970年 3月 1日 |
|                      | ○        | #?         | 第31次取材旅行ハイライト                                               | |                |

## 関連・派生番組
- 夢の世界旅行 クイズジャンボ - 兼高が監修・プロデュースしたクイズ番組。
- クイズ世界をあなたに - 三井ワールドアワーの系譜番組。元々日本テレビで放送された『日清世界クイズ』と趣旨・司会者の関口宏が同じものであった。
- 鈴木ちなみのTOP OF THE WORLD - 専門チャンネルフジテレビONEで放映中の海外紀行番組。

## 高等教育（大学）への波及
本番組のうちペルーとメキシコ、ネパール、ブラジルをとりあげた放送分が、放送大学学園が制作する「BSキャンパスex特集」に於いて各々改めてとりあげられ、「考古・歴史・文化の今昔～蘇る『兼高かおる世界の旅』と共に～」の番組名で放送大学の放送チャンネルにて放送されてきている。
先記の通り、番組関連資料類を展示していた「兼高かおる旅の資料館」が2020年2月末で閉館となったが、閉館するにあたり、それまで展示していた資料類の引き取り手を探していた。そこに文化人類学者で放送大学特任教授（当時）の稲村哲也が偶然にもこのことを情報としてキャッチし、実際の撮影で使用されたカメラ本体や写真パネル等の本番組に関係した資料類を引き取った。その引き取りの場面で稲村は資料館関係者から、撮影済みの映像が沢山存在する、と聞かされた。これに対し稲村は、これをうまく活用すれば素晴らしい番組が作れるかも、と思い立ち、そこから、学術的視点から本番組を振り返り且つ補足する前記「BSキャンパスex特集」の一番組「考古・歴史・文化の今昔」を企画するに至った。稲村は本番組について、子供の頃から視聴し、世界に目を向けるきっかけを作ってくれた、と述懐している。
ペルーの放送分は2021年12月に全2回、メキシコの放送分は2023年4月に全4回、ネパールの放送分は2024年5月～6月に全2回、ブラジルの放送分は2025年3月に全2回企画され、何れも番組企画者の稲村が司会進行を務め、各々関係する学者をゲストとしてスタジオに招いて語らせる等している。
更に、ペルーの放送分については、放送大学に於ける企画・放送の翌年（2022年）の7月、横浜商科大学に於ける講義の中でもとりあげられた。横浜商科大によると、現在では兼高かおるの「世界の見方」を研究対象とする話が進行中で、2021年度からは中学校の道徳教科書に兼高の言葉や人生がとりあげられているという。

## 余談
この番組が三洋電機の一社提供時代、番組内の三洋カラーテレビのCFで、1979年10月から、久保田早紀（現:久米小百合）の「異邦人 -シルクロードのテーマ-」がバックとして使われるそれが毎週放映され始めた（当時三洋電機一社提供番組はこの番組のみ。このCFは他にも民放のスポットCM等でも放送）。この歌はこのCF放映がきっかけで1979年末から1980年の初めにかけて大ヒット。オリコンシングルチャートや、TBS系『ザ・ベストテン』他で1位を獲得、彼女の代表曲となった（同曲の項目も参照）。